# Hans Steinbichler
Hans Sebastian Steinbichler (* 1. November 1966 in Solothurn) ist ein deutscher Filmregisseur und Drehbuchautor.

## Leben
Hans Steinbichler ist der Sohn des Sachbuchautors Hans Steinbichler (1936–2020), der einer alteingesessenen Kothöder Bauernfamilie entstammte und auch mit seinen Geschwistern im Dokumentarfilm Meine Heimat – Die halbe Wahrheit aus dem Jahr 2009 gezeigt wird. Seine Mutter ist eine Heimatvertriebene aus Tschechien, die als Kind nach Bayern kam. Hans Steinbichler wuchs in Kothöd im oberbayerischen Chiemgau auf. Er machte Abitur am Ludwig-Thoma-Gymnasium in Prien am Chiemsee. Nach einem abgebrochenen Jurastudium in Passau begann er 1995 ein Studium an der Hochschule für Fernsehen und Film München, das er 2003 abschloss.
Steinbichler gewann 2003 mit seinem Spielfilmdebüt Hierankl, für den er auch das Drehbuch schrieb, den Förderpreis Deutscher Film sowie den Grimme-Preis in Gold für Drehbuch und Regie. Die Hauptdarstellerin Johanna Wokalek gewann für den Film den Bayerischen Filmpreis.
Sein Film Winterreise war 2007 mehrfach für den Deutschen Filmpreis nominiert, den der Hauptdarsteller Josef Bierbichler in der Kategorie „Bester Schauspieler“ gewann. Für seinen Film Die zweite Frau (2007) wurde er mit dem Grimme-Preis ausgezeichnet.
Autistic Disco war 2007 für den Förderpreis Deutscher Film auf dem Münchner Filmfest in der Kategorie Drehbuch (Melanie Rohde) und Schauspiel (Nina Mohr, Samia Chancrin und Ulrich Rechenbach) nominiert. Zum Episodenfilm Deutschland 09 über die Lage Deutschlands im Herbst 2008 steuerte Steinbichler den Abschnitt Fraktur bei. 2011 wurde Steinbichler für sein Melodrama Das Blaue vom Himmel mit dem Bayerischen Filmpreis ausgezeichnet.
Von Januar 2013 bis Dezember 2014 lehrte er als Professor für Regie in den Bereichen Kino, Fernsehen und Neue Medien an der ifs internationale filmschule köln.
2015 führte er Regie beim Tagebuch der Anne Frank, einer Neuverfilmung der Lebensgeschichte des jüdischen Holocaust-Opfers, die im März 2016 in die Kinos kam. Dafür erhielt er 2016 den Deutschen Regiepreis Metropolis.

## Filmografie
- 1996: Abstieg (Buch und Regie)
- 1999: Verspiegelte Zeit – Erinnerungen an Angelika Schrobsdorff (Buch und Regie)
- 2000: Die Germaniker – Römisch-Deutsche Karrieren (Buch und Regie)
- 2003: Der Moralist – Vittorio Hösle entdeckt Amerika (Buch und Regie)
- 2003: Inseln im Chiemsee (Buch und Regie)
- 2003: Hierankl (Buch und Regie)
- 2006: Bella Block: Mord unterm Kreuz (Regie)
- 2006: Winterreise (Buch und Regie)
- 2007: Autistic Disco (Regie)
- 2008: Die zweite Frau (Regie)
- 2009: Fraktur (Kurzfilm zu dem Projekt Deutschland 09)
- 2009: Meine Heimat – Die halbe Wahrheit (Fernsehdokumentation, Regie)
- 2011: Das Blaue vom Himmel (Regie)
- 2011: Polizeiruf 110 – Denn sie wissen nicht, was sie tun (Regie)
- 2012: Polizeiruf 110 – Schuld (Regie)
- 2013: Hattinger und die kalte Hand – Ein Chiemseekrimi (Regie)
- 2014: Landauer – Der Präsident (Regie)
- 2015: Das Dorf des Schweigens (Regie)
- 2016: Das Tagebuch der Anne Frank (Regie)
- 2016: Eine unerhörte Frau (Regie)
- 2017: Der Tod und das Mädchen – Van Leeuwens dritter Fall (Regie)
- 2018: Gefangen – Der Fall K. (Regie)
- 2019: Walpurgisnacht – Die Mädchen und der Tod (Regie)
- 2021: Hannes (Regie)
- 2023: Ein ganzes Leben (Regie)